# Тодоров Євген Семенович
Тодоров Євген Семенович (нар. 2 січня 1936, м. Ачинськ, Красноярський край, Росія) — член СелПУ; колишній директор Бердянського машинобудівного коледжу.
Народився 2 січня 1936 (місто Ачинськ, Красноярський край, Росія) в сім'ї вчителів; росіянин; одружений; син — радіоінженер.

## Освіта
Запорізький машинобудівний інститут, інженер-механік. Київський інститут фізичної культури.

## Трудова діяльність
Працював на промислових підприємствах міста Запоріжжя. З 1975 — завідувач відділу Дніпропетровського технікуму автоматики та телемеханіки; заступник директора з навчальної роботи Дніпропетровського зварювального технікуму. З 1982 — викладач, з 1984 — завідувач заочного відділення Бердянського машинобудівного технікуму.
З червня 1993 — перший секретар Бердянського міськкому КПУ; член ЦК КПУ.
Був радником Голови Верховної Ради України.

## Парламентська діяльність
Народний депутат України з квітня 1994 (2-й тур) до квітня 1998, Бердянський виборчій округ № 185, Запорізька область, висунутий КПУ. Голова підкомітету з розробки та реалізації екологічних програм Комітету з питань екологічної політики. Член депутатської фракції комуністів.
Березень 1998 — кандидат в народні депутати України, виборчій округ № 79, Запорізька область. З'явилось 71.4 %, «за» 13.6 %, 3 місце з 17 претендентів. На час виборів: народний депутат України, член КПУ.
Квітень 2002 — кандидат в народні депутати України, виборчій округ № 80, Запорізька область, висунутий СелПУ. «За» 1.24 %, 9 з 16 претендентів. На час виборів: директор Бердянського машинобудівного коледжу, член СелПУ.